# Aploactinidae

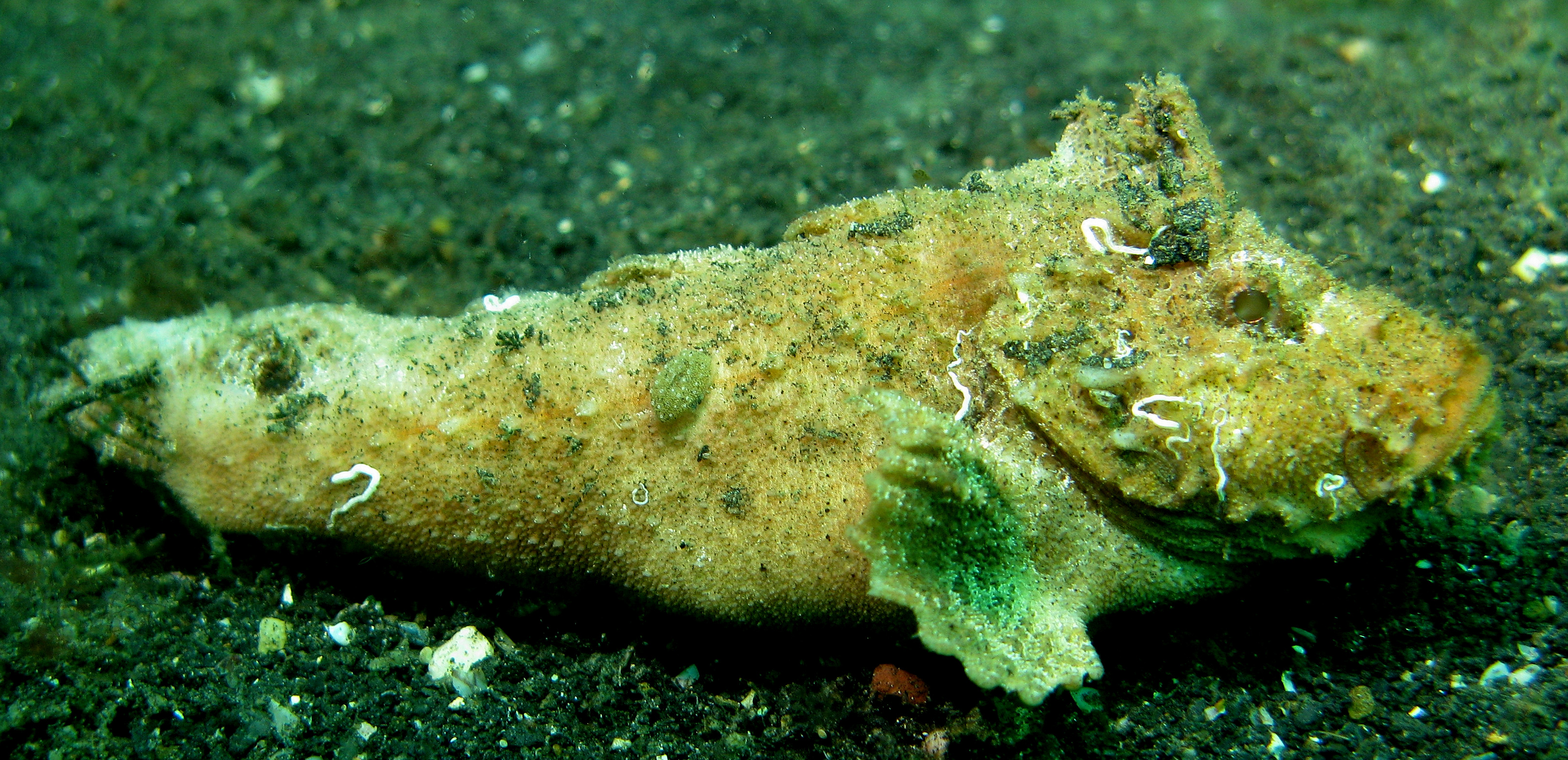
Individuo non determinato. È possibile osservare le grandi capacità mimetiche dei membri di questa famiglia

Gli Aploactinidae sono una famiglia di pesci ossei marini appartenenti all'ordine Scorpaeniformes.

## Distribuzione e habitat
La famiglia è endemica dell'Indo-Pacifico tropicale, ma la gran parte delle specie si incontra nelle acque dell'Australia e dell'Arcipelago malese. Sono pesci costieri.

## Descrizione
La maggior parte delle specie ha sagoma piuttosto tozza con testa grande coperta di creste e tubercoli ossei. Hanno un caratteristico aspetto "vellutato" causato da spinule presenti sulle scaglie. La pinna dorsale inizia molto anteriormente, all'altezza degli occhi, e si presenta suddivisa in due parti di cui la prima, breve e spesso più alta, posta sulla testa e la seconda, lunga, decorre normalmente sul profilo dorsale. Le due parti possono essere unite dalla lamina o essere del tutto staccate. 
la pinna anale non ha raggi spinosi evidenti.
La taglia è di pochi centimetri per la maggior parte delle specie. Aploactisoma milesii raggiunge 23 cm ed è la specie più grande.

## Specie
- Genere Acanthosphex
  - Acanthosphex leurynnis
- Genere Adventor
  - Adventor elongatus
- Genere Aploactis
  - Aploactis aspera
- Genere Aploactisoma
  - Aploactisoma milesii
- Genere Bathyaploactis
  - Bathyaploactis curtisensis
  - Bathyaploactis ornatissima
- Genere Cocotropus
  - Cocotropus altipinnis
  - Cocotropus astakhovi
  - Cocotropus dermacanthus
  - Cocotropus echinatus
  - Cocotropus eksae
  - Cocotropus izuensis
  - Cocotropus keramaensis
  - Cocotropus larvatus
  - Cocotropus masudai
  - Cocotropus microps
  - Cocotropus monacanthus
  - Cocotropus possi
  - Cocotropus richeri
  - Cocotropus roseomaculatus
  - Cocotropus roseus
  - Cocotropus steinitzi
- Genere Erisphex
  - Erisphex aniarus
  - Erisphex philippinus
  - Erisphex pottii
  - Erisphex simplex
- Genere Kanekonia
  - Kanekonia florida
  - Kanekonia pelta
  - Kanekonia queenslandica
- Genere Matsubarichthys
  - Matsubarichthys inusitatus
- Genere Neoaploactis
  - Neoaploactis tridorsalis
- Genere Paraploactis
  - Paraploactis hongkongiensis
  - Paraploactis intonsa
  - Paraploactis kagoshimensis
  - Paraploactis obbesi
  - Paraploactis pulvinus
  - Paraploactis taprobanensis
  - Paraploactis trachyderma
- Genere Peristrominous
  - Peristrominous dolosus
- Genere Prosoproctus
  - Prosoproctus pataecus
- Genere Pseudopataecus
  - Pseudopataecus carnatobarbatus
  - Pseudopataecus taenianotus
- Genere Ptarmus
  - Ptarmus gallus
  - Ptarmus jubatus
- Genere Sthenopus
  - Sthenopus mollis
- Genere Xenaploactis
  - Xenaploactis anopta
  - Xenaploactis asperrima
  - Xenaploactis cautes[2]